# أونيلا (تيلويت)
أونيلا هي إحدى مشيخات المملكة المغربية، تتبع جغرافيا لإقليم ورززات وإداريًا لتيلويت. يقدر عدد سكانها بـ 2823 نسمة حسب الإحصاء الرسمي للسكان والسكنى لسنة 2004.